# Жоффруа де Донжон
Жоффруа де Донжон (фр. Geoffroy de Donjon; д/н — 1202) — 10-й великий магістр ордену госпітальєрів в 1193—1202 роках.

## Життєпис
Походив з овернської шляхетської родини де Донжон. Тривалий час був звичайним братчиком-лицарем ордена госпітальєрів. Перша письмова згадка про нього відноситься до квітня 1185 року. У січні 1193 року під час зборів Генерального капітулу в замку Маргат обирається великим магістром.
Підтримував Генріха I, короля Єрусалиму, у протистоянні з Аморі, королем Кпіру. 1197 року отримав володіння Готеф'є в сеньйорії Кейсарія. Відзначився у битві проти мусульман при Птолемаїді. 1198 року вів перемовини щодо укладання мирної угоди між Єрусалимським королівством і Аль-Азізом, султаном Єгипту, але смерть останнього і подальша боротьба за владу завадили цьому. Було укладено лише 5-річне перемир'я.
1201 року отримав володіння Дігег'є в сеньйорі Каїффа. 1202 року разом з папським легатом Софредо Каетані намагався припинити боротьбу за владу в середині Антіохійського князівства між Боемундом IV і Раймундом-Рубеном, проте невдало. Помер того ж року. Новим великим магістром став португальський інфант Фернанду.